# Ajothrips
Ajothrips (лат.) — род трипсов из семейства Thripidae (Thysanoptera).

## Распространение
Встречается в Юго-Восточной Азии: Индия и Китай.

## Описание
Мелкие насекомые с четырьмя бахромчатыми крыльями. Самка макроптерная. Голова шире длины; максиллярные щупики 3-сегментные; глазковые волоски I присутствуют, без пигментированных фасеток; волоски III хорошо развиты; шесть пар заднеглазничных волосков. Антенны 8-сегментные; сегмент I без парных дорсо-апикальных волосков, III и IV с вильчатыми сенсоконусами. Пронотум с двумя парами длинных постероангулярных волосков; три пары постеромаргинальных волосков. Мезонотум со срединной парой длинных волосков, выходящих медиально; переднемедиальная кампановидная сенсилла отсутствует. Метанотум поперечно сетчатый; срединная пара волосков на переднем крае; кампановидные сенсиллы отсутствуют. Первая жилка переднего крыла с длинным промежутком в ряду волосков и двумя волосками у вершины; вторая жилка с рядом из шести или семи волосков; ключица с пятью жилковыми и одним дискальным волосками; реснички заднемаргинальной каймы волнистые. Мезостернум с неполными стерноплевральными швами. Лапки 2-сегментные. Тергиты без ктенидий; нечётко отделены от латеротергитов; III—VIII с краспедами, на VIII с длинными микротрихиями; боковые трети II—VIII с близко расположенными рядами микротрихий; IX без передней пары кампановидных сенсилл или микротрихий (кроме заднего края); X без срединного разделения. Стерниты II—VI с лопастными краспедами, несущими краевые микротрихии; дискальные волоски отсутствуют; стерниты III—VII с тремя парами краевых волосков, II с двумя парами. Стерниты IV—VI самцов с широкими гантелевидными поровыми пластинками. Предположительно питается листьями, и, вероятно, на молодых листьях, как и довольно схожие виды рода Scirtothrips.

## Классификация
Включает около 3 видов из семейства Thripidae. В подсемействе Thripinae относится к родовой группе Scirtothrips.
- Ajothrips gara Bhatti, 1967[2]
- Ajothrips karma Bhatti, 1967
- Ajothrips medius Bhatti, 1997[3]